# تحقیر کنگره

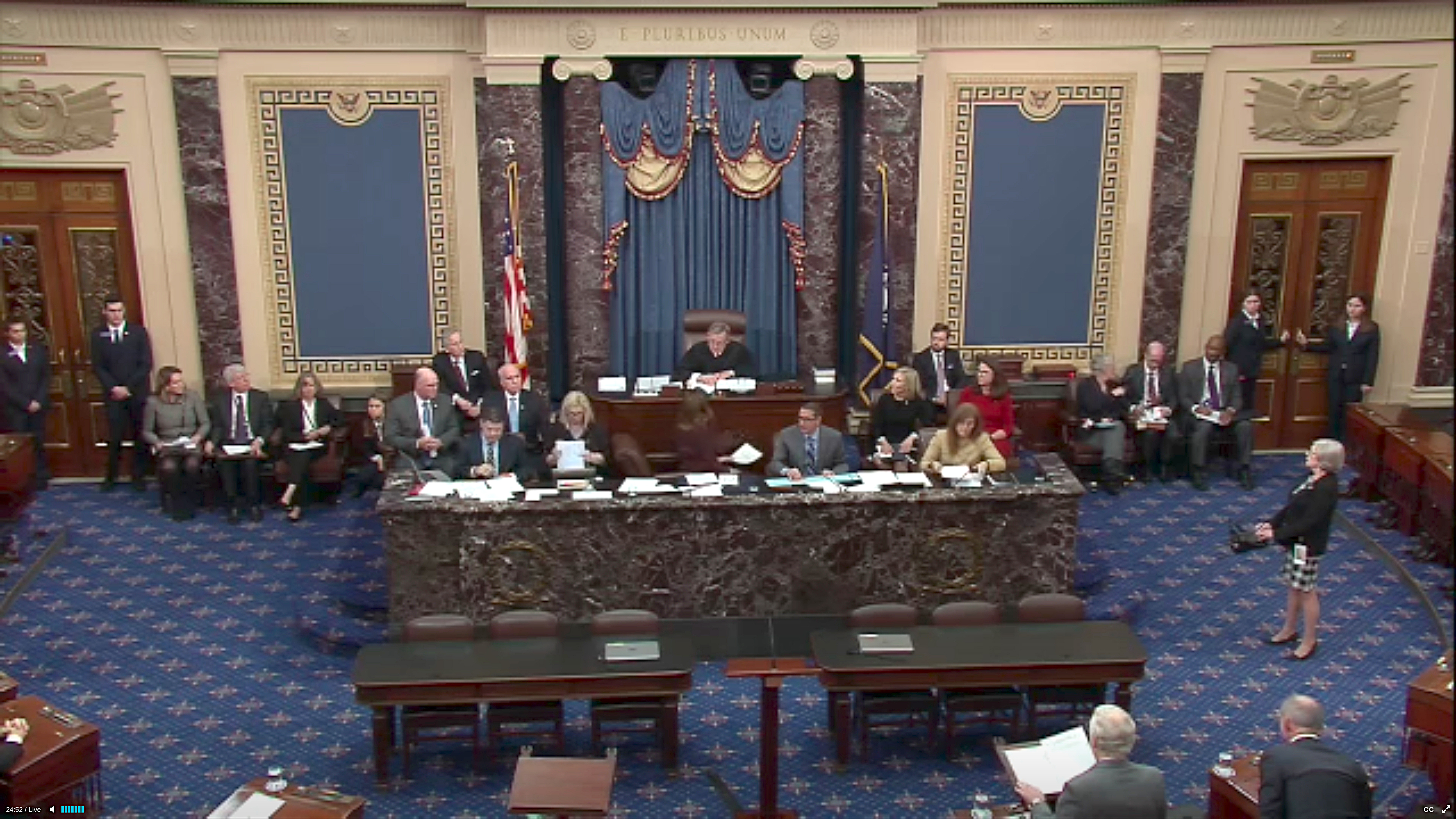
تحقیر کنگره

تحقیر کنگره (انگلیسی: Contempt of Congress) اقدامی است که منجر به انسداد فعالیت قانونی کنگره ایالات متحده یا یکی از کمیته های بشود. به طور تاریخی خیانت یک سناتور و یا نماینده بمنزله تحقیر کنگره قلمداد شده است. امروزه، سرپیچی از احضاریه یک کمیته کنگره بمنزله تحقیر کنگره محسوب می شود. 